# Conseil supérieur de la forêt et du bois
En France, le Conseil supérieur de la forêt et du bois (CSFB) remplace (depuis 2015) l'ancien  « Conseil supérieur de la forêt, des produits forestiers et de la transformation du bois ». 

Il rassemble des administrations, des collectivités territoriales, des propriétaires forestiers, des organisations de producteurs, des gestionnaires forestiers professionnels, des experts forestiers et d'autres parties prenantes dans la forêt et le bois. « Les travaux du Conseil national de l'industrie relatifs à la filière bois lui sont régulièrement présentés. Il est associé à l'élaboration, au suivi et à l'évaluation du Programme national de la forêt et du bois. » 

## Histoire
Il a été créé le 8 octobre 2015 par décret.
Il existait déjà depuis deux ans (depuis décembre 2013) un Comité stratégique de filière Bois qui - sous une coprésidence des ministres de l'Industrie et de l'Agriculture - réunit des représentants de la filière bois (entreprises ou fédérations industrielles, organisations syndicales et représentants d'administrations en lien avec la filière), sous le pilotage d’un industriel, vice-président Luc Charmasson, président de France Bois Industries Entreprises).

## Fonctionnement, secrétariat
Le Conseil n'a pas de crédits de fonctionnement dédiés.
Son secrétariat est assuré par le ministère chargé de l'agriculture et des forêts
Il se réunit une à trois fois par an.

## Attributions
Ses missions sont fixées par décret et il est « tenu informé » des travaux des commissions régionales de la forêt et du bois et des projets de programmes régionaux de la forêt et du bois lors de leur élaboration ainsi que du « suivi de leur mise en œuvre »;
« Certains de ses travaux peuvent être confiés, par arrêté du ministre chargé des forêts, à des comités spécialisés constitués en son sein qui lui en rendent compte régulièrement. L'arrêté prévoit également les règles de fonctionnement de ces comités spécialisés. Ces comités peuvent s'adjoindre des experts extérieurs au conseil et qui ne peuvent avoir qu'un rôle consultatif. » ; 

## Composition
Elle est fixée par décret.
Un arrêté nomme les membres du CSFB
Le ministre chargé des forêts, ou son représentant préside le conseil. Il est assisté de plusieurs groupes de personnes :
A - Des représentants de l'État :
1. Direction de la performance économique et environnementale des entreprises au ministère chargé des forêts ;
2. Direction des finances publiques ;
3. Direction de l'eau et de la biodiversité ;
4. Direction de l'énergie ;
5. Direction des collectivités locales ;
6. Direction de l'habitat, de l'urbanisme et des paysages ;
7. Direction des infrastructures, des transports et des mobilités ;
8. Direction des entreprises ;
9. Direction de la recherche et de l'innovation ;
10. Direction des outre-mer ;
11. Commissaire général à l'égalité des territoires ;
12. Conseil général de l'alimentation, de l'agriculture et des espaces ruraux (un vice-président);
B - Un collège d'élus comprenant 
13. Deux députés et deux sénateurs ;  
14. Trois représentants des conseils régionaux, et trois représentants des conseils départementaux, ou assimilés, désignés respectivement par l'Association des régions de France et l'Assemblée des départements de France, dont dans chaque cas un parmi les départements et régions d'outre-mer ; 
15. Deux représentants des communes dont un désigné par l'Association des maires de France et un désigné par la Fédération nationale des communes forestières de France ; 
16. Le président de la Fédération des parcs naturels régionaux ; 
C - représentants d'établissements publics et d'institutions dont 
17. le Centre national de la propriété forestière ;
18. l'Office national des forêts ; 
19. l'Office français de la biodiversité ; 
20. l'Institut national de l'information géographique et forestière ; 
21. l'Institut technologique forêt, cellulose, bois-construction et ameublement ; 
22. Centre technique du papier ; 
23. l'Agence de l'environnement et de la maîtrise de l'énergie ; 
24. le président de l'INRAE ; 
25. l'interprofession nationale de la filière forêt bois France Bois Forêt ; 
26. l'Institut national de recherche en sciences et technologies pour l'environnement et l'agriculture ; 
27. Chambres d'agriculture France ;
28. le président de l'École nationale supérieure des technologies et industries du bois ; 
29. le président de l'École supérieure du bois ; 
30. le président de l'Institut des sciences et industries du vivant et de l'environnement (AgroParisTech) ; 
31. Bpifrance ; 
32. le président du Haut Conseil pour le climat ; 
33. l'Académie d'agriculture de France ; 
34. un représentant du Conseil supérieur d'orientation et de coordination de l'économie agricole et alimentaire, invité quand les questions abordées ont une incidence sur les productions agricoles ;
D - Un collège de représentants de l'amont de la filière forêt bois, dont  :
35. Quatre représentants des propriétaires forestiers particuliers ;
36. Le président de l'Association des sociétés et groupements fonciers et forestiers ;
37. Un représentant des coopératives forestières ;
38. Un représentant des experts forestiers ;
39. Le président de l'Association nationale des techniciens et gestionnaires forestiers indépendants ; 
40. Un représentant des producteurs de plants forestiers ;
41. Un représentant des entrepreneurs de travaux forestiers ;
42. Un représentant de l'Union nationale des entreprises du paysage ; 
43. Un représentant des exploitants forestiers ;
E - Un collège de représentants de l'aval de la filière forêt bois :
44. Un représentant des scieurs ;
45. Cinq représentants des industries du bois et de l'ameublement ;
46. Un représentant des producteurs de pâtes pour papiers et textiles artificiels ;
47. Le président de France Bois Industrie Entreprises ;
48. Un représentant du commerce du bois ;
49. Un représentant des architectes ;
50. Deux représentants des professionnels de la construction ;
51. Le président du Syndicat des énergies renouvelables ;
52. Le président de la Société forestière de la Caisse des dépôts et consignations ; 
53. Le président du Comité interprofessionnel du bois-énergie ; 
54. Le président du réseau d'interprofessions régionales de la filière forêt-bois FIBOIS France ; 
55. Le président de la Fédération des magasins de bricolage et de l'aménagement de la maison ; 
F - Un collège des représentants des autres parties intéressées :
56. Trois représentants des salariés de la forêt et des professions du bois ;
57. Deux représentants des associations d'usagers de la forêt ;
58. Six représentants des associations de protection de l'environnement agréées, dont FNE, UICN France...
59. Le président de la Fédération nationale des chasseurs ;
60. Le président de l'Assemblée générale du groupement d'intérêt public “ ECOFOR ”.
61. Le président de la Société botanique de France ; 
62. Le président de l'Institute for Climate Economics ; 
63. Le président de l'Institut du développement durable et des relations internationales ; 
64. Le président du Centre interprofessionnel technique d'études de la pollution atmosphériques ; 
65. Le président de la section française du Programme de reconnaissance des certifications forestières ; 
66. Le président de Forest Stewardship Council France. 
Certains membres sont nommés par le ministre chargé des forêts sur proposition des organisations représentatives du secteur concerné. Les représentants des associations de défense de l'environnement sont  nommés par le ministre chargé des forêts sur proposition du ministre chargé de l'environnement.
Le décret précise la durée du mandat des membres.

## Comités spécialisés
Au sein du CSFB, il est créé certains Comités spécialisés. Ce sont :
- le comité spécialisé « Suivi du Programme national et des Programmes régionaux de la forêt et du bois »[10] ;
- le comité spécialisé « Gestion durable des forêts »[11] ;
- le comité spécialisé « Forêt, bois et territoire »[12] ;
- le comité spécialisé « Europe et international »[13]